# Санкочо

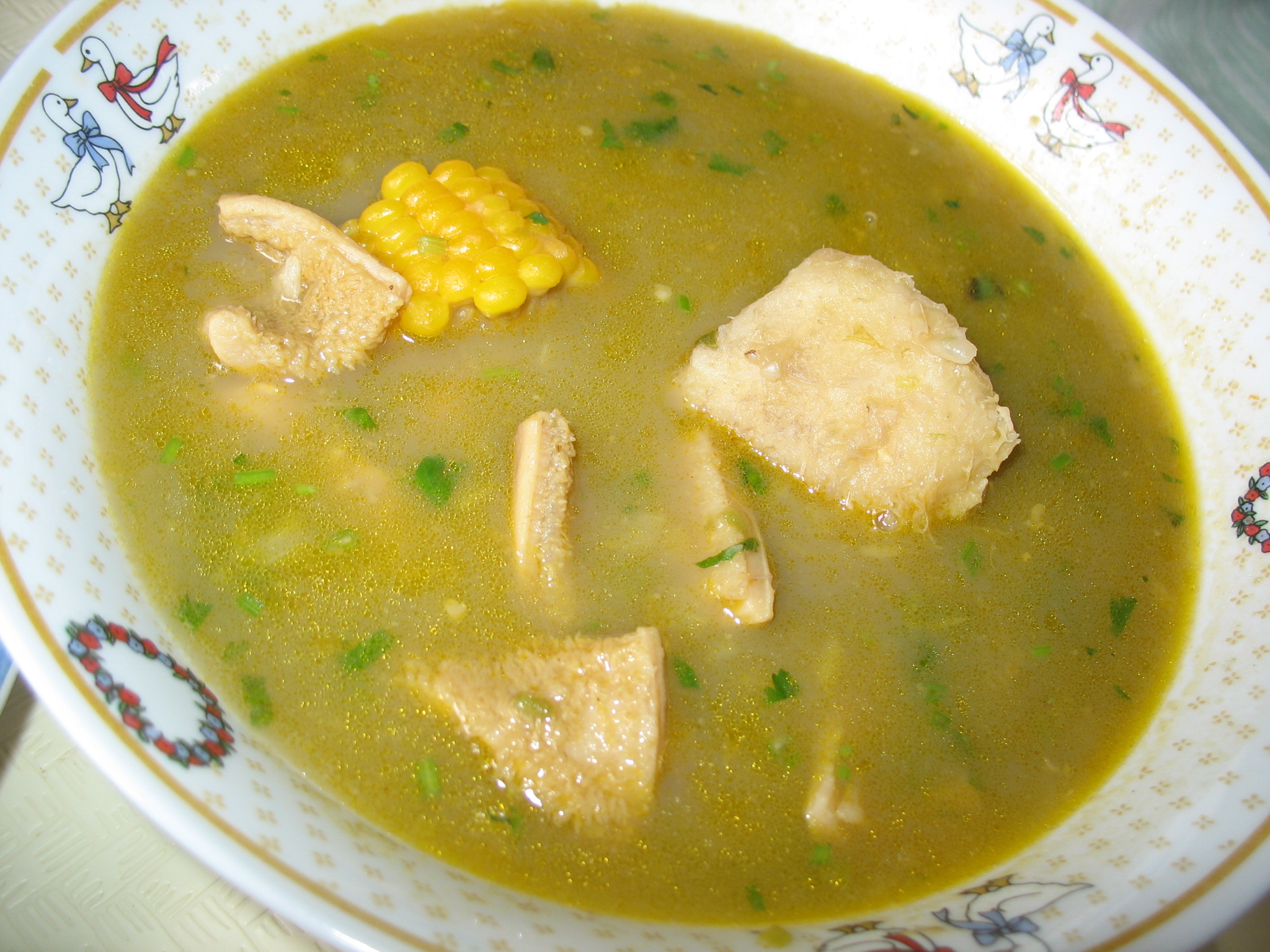
Санкочо

Санко́чо (ісп. Sancocho) — густий суп, поширений в деяких латиноамериканських країнах. Готується з м'яса, бульб та овочів з приправами. Може також робитися з птиці, в прибережних областях часто з риби. Існує безліч регіональних варіантів, однак технологія приготування однакова — все інгредієнти варяться в одній місткості.

## Варіанти
Санкочо дуже поширений в панамській кухні. У нього кладуть ямс, цибулю та часник, подають з вареним рисом. У деяких провінціях цю страву готують з курки, в деяких додають свинину.
У Венесуелі санкочо готують повсюдно, особливо у вихідні. Їдять його в обід або на вечерю. У центрі та на заході країни його роблять з птиці, на сході, на узбережжі — з риби та морепродуктів. Додають картопля, ямс, кукурудзу, цибулю, часник та різні спеції.
В Колумбії цей суп також широко поширений і вважається однією з національних страв. Його готують з різних видів м'яса, аж до черепахи.

## Схожі страви
Страви з подібною технологією приготування існують у багатьох країнах.
- Ахіако
- Айнтопф
- Косідо
- Олья подрида